# Al-Difaa Al-Jawi Sport Club (pallacanestro)
L' Al-Difaa Al-Jawi Sport Club (in arabo نادي الدفاع الجوي الرياضي‎?, "Club sportivo della Difesa Aerea") è una società di pallacanestro irachena con sede nella città di Baghdad, facente parte della polisportiva dell'Al-Difaa Al-Jawi Sport Club, attiva in diverse discipline sportive tra cui il calcio; la squadra compete nella massima competizione nazionale, la Iraqi Basketball Premier League.
I colori sociali della squadra sono il blu, il bianco ed il giallo.

## Storia
La squadra venne fondata in origine nel 1994, come sezione sportiva della Forza Aerea dell'Iraq, principalmente della sezione dedicata alla difesa aerea del paese. La squadra iniziò a competere nella Iraqi Basketball Premier League riuscendo ad aggiudicarsi due edizione consecutive della competizione nelle stagioni 1997-1998 e 1998-1999.
Nel 2005, venne deciso di sospendere tutte le sezioni sportive che erano state attivate nel corso degli anni; questa decisione rimase in vigore fino al 2021, quando i portavoce della  Forza Aerea dell'Iraq, annunciarono la riattivazione delle sezioni sportive, che ripresero il nome originale di Al-Difaa Al-Jawi Sport Club.
Dopo la ripartenza delle attività sportiva la squadra prese parte alla Iraqi Basketball First Division League, la seconda divisione del campionato iracheno, riuscendo però ad ottenere immediatamente la promozione, nella massima serie nazionale, grazie alla vittoria della stagione 2021-2022.
Nella stagione 2023-2024, sotto la guida dell'allenatore iracheno Nidal Ghanim, la squadra ha concluso al primo posto la stagione regolare della Iraqi Basketball Premier League con un record di 17 vittorie e sole 3 sconfitte; grazie alla prima posizione ha così ottenuto l'accesso direttamente alle semifinali dei play-off, dove ha superato l'Al-Shorta, guadagnandosi l'accesso alle finali per il titolo. Nella serie finale, giocata al meglio delle tre partite, l'Al-Diffa Al-Jawi si è imposto in entrambe le sfide giocate contro l'Al Karkh SC, con i risultati di 83-81 e 87-70. Grazie a questi risultati la squadra si è aggiudicata per la terza volta nella sua storia il titolo della Iraqi Basketball Premier League, tornando al successo nella massima serie dopo venticinque anni di attesa.

## Palmarès

### Competizioni nazionali
Iraqi Basketball Premier League
- Campione (4): 1997-1998, 1998-1999, 2023-2024, 2024-2025

Iraqi Basketball First Division League
- Campione (1): 2021-2022

## Roster attuale
Il roster per la stagione 2023-2024
|    | Naz.                   | Ruolo | Sportivo            | Anno | Alt. | Peso |  |
| -- | ---------------------- | ----- | ------------------- | ---- | ---- | ---- |  |
| 00 | Stati Uniti (bandiera) | AP    | Orlando Coleman     | 1992 | 196  | 95   |  |
| 0  | Iraq (bandiera)        | C     | Ihab Al-Zuhairi     | 1998 | 210  | 103  |  |
| 1  | Iraq (bandiera)        | AP    | Thulfiqar Hammoodi  | 1992 | 196  | 91   |  |
| 3  | Iraq (bandiera)        | AG    | Abbas Alqarnawi     | 1994 | 183  | 77   |  |
| 5  | Iraq (bandiera)        | G     | Jasim Al-Juboori    | 1995 | 192  | 85   |  |
| 7  | Stati Uniti (bandiera) | PG    | Darius Johnson-Odom | 1989 | 187  | 98   |  |
| 8  | Iraq (bandiera)        | AP    | Ahmed Alqaisi       | 2005 | 200  | 88   |  |
| 11 | Iraq (bandiera)        | AG    | Ismail Ismail       | 1991 | 200  | 94   |  |
| 13 | Iraq (bandiera)        | C     | Sarmad Husamaldeen  | 2003 | 193  | 87   |  |
| 21 | Iraq (bandiera)        | G     | Hayder Alameri      | 2002 | 197  | 85   |  |
| 24 | Iraq (bandiera)        | AG    | Ali Ismael          | 1989 | 200  | 96   |  |
| 25 | Stati Uniti (bandiera) | AG    | Jordan Hamilton     | 1990 | 201  | 100  |  |
| 44 | Iraq (bandiera)        | G     | Ali Abdulhussain    | 1995 | 183  | 80   |  |
| 55 | Stati Uniti (bandiera) | G     | Ramon Galloway      | 1991 | 191  | 82   |  |

### Staff tecnico
| Ruolo           | Nome              |
| --------------- | ----------------- |
| Capo Allenatore | Nidal Ghanim      |
| Assistente      | Basheer Al Thader |